# 修院路站
修院路站（英語：Abbey Road DLR station）是碼頭區輕便鐵路其中一個車站，它位於東倫敦紐漢區中的韋斯咸。這車站是輕鐵斯特拉特福德國際延綫的一部份。

## 服務
在非繁忙時間，來往斯特拉特福德國際車站至碧頓站的列車维持十分鐘一班。在繁忙時間，來往史特拉福國際車站至伍力奇阿仙奴站的列車维持八分鐘一班。

## 位置與交通連接
景寧鎮和斯特拉特福德之間的區域已被確定發展重建，作為下利亞谷（Low Lea Valley）的一部分。修院路的名字由來是因為附近有一間修道院。
車站附近的「Abbey Road」並不是出現在披頭四專輯的艾比路（Abbey Road），前往後者應在地鐵銀禧綫的聖約翰林站下車。為免乘客混淆，輕鐵當局在此站貼有告示指引欲前往該「Abbey Road」的乘客，告示字裡行間滲入披頭四的歌名。
這車站坐落於韋斯咸區的修院路。修院路連接很多繁忙的道路，包括在寶區的A118、A11、A12和在西漢區的A1011和A112路。這站遠離斯特拉特福德市中心。車站和附近的房子也沒有巴士服務，但巴士會在莊園路，西漢巷和新普拉思托特路停車，服務的巴士線有69、241、262、276及473號巴士線。

## 設計

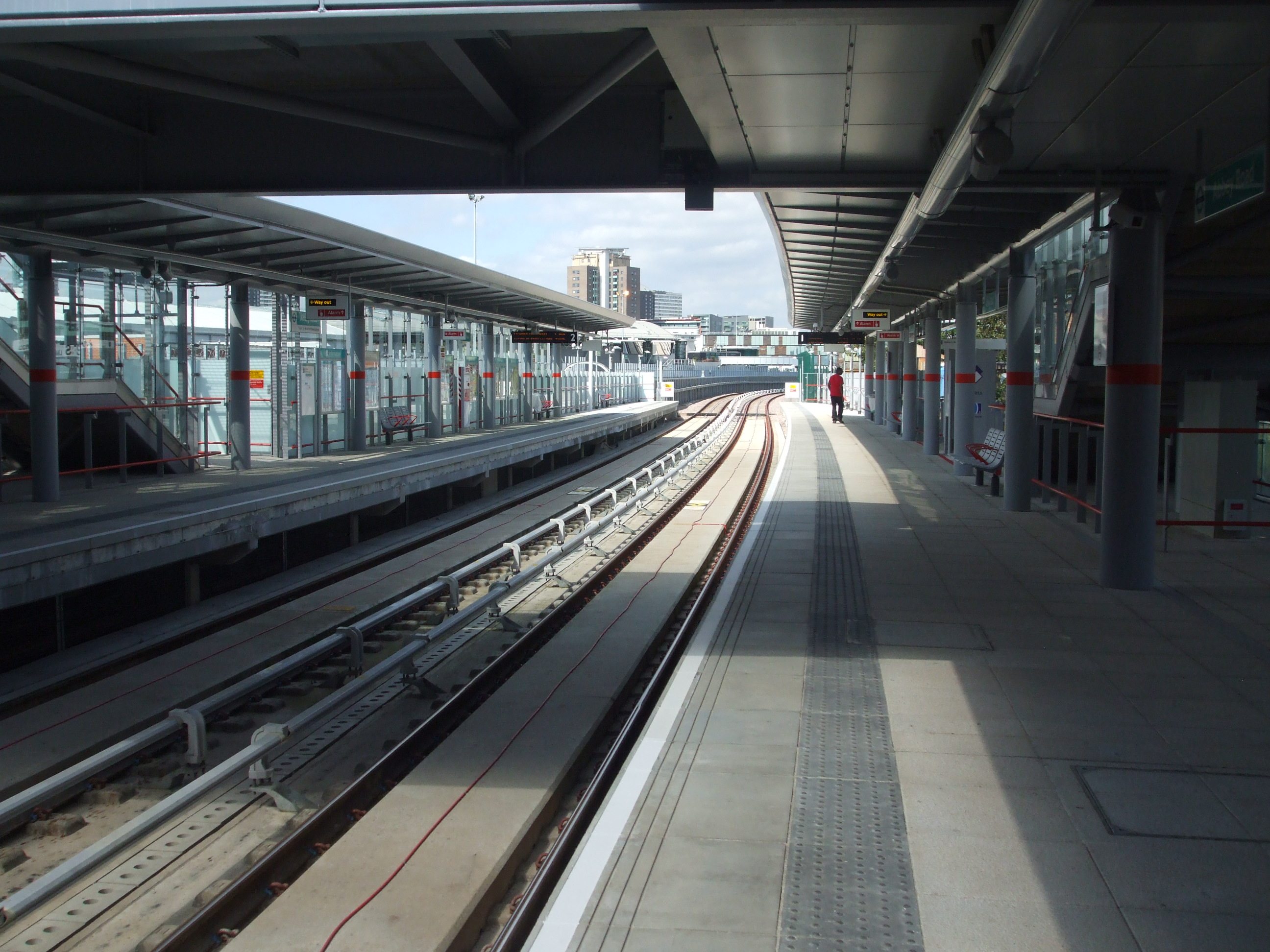
北行月台

修院路站採用簡單的月台設計，共有2條路軌，在每個月台的南面設有升降機和樓梯通往連接兩個月台的行人天橋，行人天橋的東面可通往修院路北面，乘客可以利用行人天橋離開，倫敦地鐵朱比利線會經過這個車站，但不會停站。

## 歷史
這車站本來是東部各郡與泰晤士河交匯鐵路的一部分，建於1846年，後來於1979年變成了北倫敦線的一部分。東部各郡與泰晤士河交匯鐵路設有四條路軌，其中西面那二條路軌於1999年重建成倫敦地鐵銀禧綫的一部分，東面的則服務北倫敦線，但於2006年關閉。這兩條路軌變成了碼頭區輕便鐵路的一部分。修院路站於2011年8月31日落成。